# Pogány Ö. Gábor
Pogány Ö. Gábor, teljes nevén Pogány Ödön Gábor (Kispest, 1916. július 21. – Budapest, 1998. március 21.) magyar művészettörténész, művészeti szakíró. A művészettörténeti tudományok kandidátusa. Korának kiemelkedő művészeti szervezője volt.

## Életpályája
Előbb a Pázmány Péter Tudományegyetemen, majd a berlini Humboldt Egyetemen, valamint Párizsban az École École du Louvre-ban tanult.  1945 és 1947 között  a Szépművészeti Múzeum muzeológusaként dolgozott. Ezt követően 1947 és 1950 között a Fővárosi Képtár igazgatója; 1950 és 1952 között a Múzeumi Központ elnökhelyettese,  1953–1955, 1956–1957 folyamán a Szépművészeti Múzeum főigazgató-helyettese volt. 1957 és 1980 között ő volt a Magyar Nemzeti Galéria főigazgatója
Kiemelkedő szerepe volt közgyűjtemények szervezésében: ő szervezte meg a Fővárosi Képtár, az Országos Képtár és a Szépművészeti Múzeum magyar gyűjteményeiből 1957-ben a Magyar Nemzeti Galériát, 1975-től pedig ő szervezte meg a Magyar Nemzeti Galéria áttelepítését a volt Kuria Kossuth téri épületéből a Budavári Palotába. 
Nyugdíjba vonulása után az elfelejtett és el nem ismert festők megismertetésén fáradozott.

## Szerkesztőként
A Képzőművészeti és Iparművészeti Tudósító felelős szerkesztője (1951 1956) volt, majd ő volt a főszerkesztője 1960 és 1972 között a Művészet című folyóiratnak, valamint 1961 és 1980 között a Művészettörténeti Értesítőnek.( A Művészet című folyóiratban Budai Timót és Tibélyi Gábor néven is publikált.) Ezen túl ő volt Magyar Nemzeti Galéria Közleményei (1959–1965) és a Magyar Nemzeti Galéria Évkönyve alapító főszerkesztője (1970–1980).

## Kutatási területe
A 19. és a 20. század magyar művészete.

## Emlékezete
Sírja Budapesten a Farkasréti temetőben található.

## Díjai, elismerései
- Baumgarten-díj (1947);
- Magyar Köztársasági Érdemrend tiszti keresztje (1996).

## Írásai
- A magyar festészet forradalmárai, Budapest, 1947
- Magyar festészet a XIX. században, Budapest, 1955
- Magyar festészet a XX. században, Budapest, 1959
- Derkovits Gyula, Budapest, 1961
- Ék Sándor, Budapest, 1964
- Foto Koffán, Budapest, 1974
- Csáki-Maronyák József, Budapest, 1975
- Makrisz Agamemnon, Budapest, 1975
- Gábor Marianne, Budapest, 1987
- Molnár C. Pál, Budapest, 1988.
- Tallós Ilona, Budapest, 1996.